# 19-я пехотная дивизия (Российская империя)
19-я пехо́тная диви́зия — пехотное соединение в составе российской императорской армии.
После своего формирования и до 1870-х годов входила в состав Отдельного Кавказского корпуса (затем Кавказской армии), играла важную роль в ходе Кавказской войны. В 1850-х годах была расположена на Северном Кавказе, где охраняла правый (западный) фланг Кавказской линии.
Штаб дивизии: Тифлис (1837), Георгиевск (1849), Ставрополь (1856), Ставрополь (1881), Усть-Лабинская (1885), Умань (1892), Тульчин (1903), Умань (1913).
С 1 ноября 1888 г. входила в 12-й армейский корпус.

## История дивизии

### Формирование
- 25.01.1807—20.05.1820 — 20-я пехотная дивизия
- 20.05.1820—03.07.1835 — 21-я пехотная дивизия
- 03.07.1835—хх.хх.1918 — 19-я пехотная дивизия
- 12.07.1858—06.01.1865 — должность начальника 19-й пехотной дивизии и ее штаб (но не сама дивизия) были упразднены[1]. Начальник дивизии г-л. Г. И. Филипсон был назначен командующим войсками правого фланга Кавказской линии, по сути, оставаясь командиром подразделений 19-й пехотной дивизии, поскольку она и была расположена в этом районе. В январе 1865 г. должность начальника 19-й пехотной дивизии и ее управление были восстановлены[2]. В августе 1865 г. также было восстановлено управление 19-й арт. бригады[3].

### Боевые действия
Сражалась в Рава-Русской операции 1914 г.
Активно действовала в декабрьской операции 1915 г. на Стрыпе.

14 декабря [1915 года] атаковала 9-я армия, завязав 19-й и 32-й пехотными дивизиями упорные шестидневные бои в проволочных лабиринтах у Раранчи. Особенно отличились здесь полки 73-й Крымский, 76-й Кубанский и 126-й Рыльский, преодолевшие по 20 — 25 рядов заграждений. В делах у Раранчи нами взято 1850 пленных и 3 пулемета. Урон 9-й армии составил 21 975 человек.— Керсновский А. А. История русской армии

Генерал Лечицкий хотел было остановить свою армию на меридиане Коломеи и выждать обещанные Ставкой подкрепления. Однако, узнав, что на выручку армии Пфланцера идут немцы, этот решительный военачальник положил не дожидаться ни немцев, ни подкреплений. 18 июня [1916 года] он нанес крепкий удар своим центром — XII корпусом — в долине Прута у Печенежина, ещё раз прорвав центр VII австро-венгерской армии — группу Бенигни (названную 8-м корпусом). Но в это время подоспел Кревель и 19 июня бросился с группой Ходфи на наш правый фланг — XXXIII армейский корпус — от Тлумача на Хоцимерж. Этот удар не смутил Лечицкого. Осадив XXXIII и ХЫ корпусами несколько назад, он контратаковал своим центром и левым флангом, XII и XI корпусами на Пруте и за Прутом. Получив этот новый удар по больному месту, Пфланцер придержал Кревеля и Ходфи, а Лечицкий, развивая свой успех, занял 24 июня Делятынь, победно закончив девятидневное сражение при Коломее… 19 июня под Печенежином удар нанесла 19-я пехотная дивизия, причем отличился 73-й пехотный Крымский полк— Керсновский А. А. История русской армии

На левом крыле нашего расположения в 9-й армии генерал Лечицкий развернул для удара те же силы, что и в Коломейском сражении… 15 июля… У Хлебичина фронт неприятеля был прорван 19-й пехотной дивизией (особое отличие оказали севастопольцы).— Керсновский А. А. История русской армии

## Состав дивизии
- 1-я бригада (1903: Каменец-Подольск; 1913: Винница)
  - 73-й пехотный Крымский Е. И. В. Великого Князя Александра Михайловича полк
  - 74-й пехотный Ставропольский полк
- 2-я бригада (Тульчин)
  - 75-й пехотный Севастопольский полк
  - 76-й пехотный Кубанский полк
- 19-я артиллерийская бригада (Винница)

## Командование дивизии

### Начальники дивизии
(Командующий в дореволюционной терминологии означал временно исполняющего обязанности начальника или командира. Должности начальника дивизии соответствовал чин генерал-лейтенанта, и при назначении на эту должность генерал-майоров они как правило оставались командующими до момента своего производства в генерал-лейтенанты).
- 25.01.1807 — 16.08.1816[~ 1] — генерал-лейтенант барон Розен, Иван Карлович
  - 07.07.1811 — 16.02.1812 — командующий генерал-майор Портнягин, Семён Андреевич
  - 16.02.1812 — хх.хх.1813 — командующий генерал-майор (с 22.10.1812 генерал-лейтенант) князь Орбелиани, Дмитрий Захарович
  - хх.хх.1813 — хх.хх.1814 — командующий генерал-лейтенант Котляревский, Пётр Степанович
- 16.08.1816 — 05.12.1816 — генерал-лейтенант Котляревский, Пётр Степанович
- 04.01.1817 — 15.09.1817[~ 2] — генерал-майор Кутузов, Александр Петрович
- 15.09.1817 — 01.01.1818 — командующий генерал-майор Загорский, Тимофей Дмитриевич
- 01.01.1818 — 25.06.1827 — генерал-лейтенант Вельяминов, Иван Александрович
- 25.06.1827 — 01.07.1830 — генерал-лейтенант князь Эристов, Георгий Евсеевич
- 01.07.1830 — 30.03.1834 — генерал-лейтенант барон Розен, Роман Фёдорович
- 30.03.1834[~ 3] — 06.12.1837[6] — генерал-лейтенант Фролов, Пётр Николаевич
- 06.12.1837 — 09.02.1842 — генерал-майор (с 03.04.1838 генерал-лейтенант) Фези, Карп Карпович
- 09.02.1842 — 02.12.1844[~ 4] — генерал-майор (с 11.04.1843 генерал-лейтенант) барон Ренненкампф, Павел Яковлевич
- 01.01.1845 — 17.01.1845[7] — командующий генерал-майор Лабынцев, Иван Михайлович
- 17.01.1845 — 23.10.1845 — генерал-лейтенант Клюки-фон-Клугенау, Франц Карлович
- 23.10.1845 — 26.04.1848 — генерал-лейтенант Лабынцев, Иван Михайлович
- 26.04.1848 — 26.11.1848 — командующий генерал-майор Полтинин, Михаил Петрович
- 26.11.1848 — 02.07.1849 — генерал-лейтенант Шварц, Григорий Ефимович
- 02.07.1849 — 06.12.1851 — генерал-лейтенант Шиллинг, Яков Васильевич
- 06.12.1851 — 23.03.1858[8] — генерал-лейтенант Козловский, Викентий Михайлович
- 23.03.1858 — 12.07.1858[9] — генерал-лейтенант Филипсон, Григорий Иванович
- 06.01.1865 — 27.10.1876 — генерал-лейтенант Своев, Владимир Никитич
- 27.10.1876 — 11.04.1881 — генерал-майор (с 29.12.1877 генерал-лейтенант) Комаров, Дмитрий Виссарионович
- 11.04.1881 — 02.09.1882 — командующий генерал-майор Эркерт, Георгий Гансович
- 02.09.1882 — 22.12.1887 — генерал-майор (с 15.05.1883 генерал-лейтенант) Дудинский, Михаил Фёдорович
- 22.12.1887 — 16.06.1897[~ 5] — генерал-лейтенант Ломакин, Николай Павлович
- 23.06.1897 — 11.10.1900 — генерал-майор (с 06.12.1898 генерал-лейтенант) Ховен, Николай Егорович
- 04.12.1900 — 05.04.1905 — генерал-майор (с 06.12.1900 генерал-лейтенант) Марьянов, Николай Фёдорович
- 12.07.1906 — 24.02.1909 — генерал-лейтенант Фёдоров, Пётр Петрович
- 17.03.1909 — 27.09.1914 — генерал-лейтенант Рагоза, Александр Францевич
- 27.09.1914 — 29.07.1915 — генерал-майор (с 13.10.1914 генерал-лейтенант) Янушевский, Григорий Ефимович
- 25.08.1915 — 12.04.1917 — генерал-лейтенант Нечволодов, Александр Дмитриевич
- 12.04.1917 — 22.07.1917 — командующий генерал-майор Черкасов, Пётр Владимирович
- 22.07.1917 — после 11.10.1917 — командующий генерал-майор Николаев, Александр Панфомирович
- хх.12.1917 — хх.02.1918 — подполковник Крапивянский, Николай Григорьевич

### Начальники штаба
Должность начальника штаба была введена в размещенных на Кавказе дивизиях в 1856 году.
- 16.08.1856 — 01.01.1858 — генерал-майор Капгер, Александр Христианович
- 06.01.1865 — 14.01.1874 — подполковник (с 27.03.1866 полковник) Шаликов, Михаил Яковлевич
- 19.01.1874 — ранее 25.09.1878 — полковник Томилов, Матвей Михайлович
- 08.11.1878 — 01.02.1888 — подполковник (с 01.04.1879 полковник) Савченко, Севастьян Матвеевич
- 01.03.1888 — 07.01.1890 — полковник Орлов, Владимир Александрович
- 02.06.1893 — 21.07.1894 — полковник Самойло, Сергей Иванович
- 14.08.1894 — 06.07.1895 — полковник Потоцкий, Пётр Платонович
- 18.07.1895 — 21.10.1899 — полковник Суликовский, Сигизмунд-Михаил Феликсович
- 22.02.1900 — 14.12.1903 — полковник Гейсмар, Владимир Анатольевич
- 01.01.1904 — 04.08.1907 — подполковник (с 06.12.1904 полковник) Гаврилов, Сергей Иванович
- 10.09.1907 — 21.01.1909 — подполковник (с 13.04.1908 полковник) Уваров, Михаил Андреевич
- 06.02.1909 — 05.08.1911 — полковник Волховский, Михаил Николаевич
- 05.08.1911 — 23.06.1913 — полковник Уляновский, Януарий Семёнович
- 24.07.1913 — 13.11.1914 — полковник Эзеринг, Карл Иванович
- 06.12.1915 — 01.05.1917 — подполковник Немиров (Неймирок), Николай Захарьевич (временно исправляющий должность)
- 11.05.1917 — 30.08.1917 — полковник Сафонов, Яков Васильевич

### Командиры 1-й бригады
В период с 1858 по 30 августа 1873 должности бригадных командиров были упразднены.
После начала Первой мировой войны в дивизии была оставлена должность только одного бригадного командира, именовавшегося командиром бригады 19-й пехотной дивизии.
- 13.05.1817 — 22.06.1818 — генерал-майор Дренякин, Иван Тимофеевич
  - 22.06.1818 — 24.04.1819 — командующий полковник Левенцов, Афанасий
- 24.04.1819 — 13.04.1823 — генерал-майор барон Вреде, Богдан Астафьевич
- 13.04.1823 — 18.06.1830 — генерал-майор фон Краббе, Карл Карлович
- 18.06.1830 — 30.03.1834 — генерал-майор Каханов, Семён Васильевич
- 30.03.1834 — 04.02.1836 — генерал-майор Реут, Иосиф Антонович
- 04.02.1836 — 22.06.1838 — генерал-майор Клюки-фон-Клугенау, Франц Карлович
- 22.06.1838 — 07.01.1841 — генерал-майор Пантелеев, Илья Андреевич
  - 01.07.1839 — 07.01.1841[~ 6] — командующий полковник Врангель, Александр Евстафьевич
- 07.01.1841 — 03.11.1844 — генерал-майор Клюки-фон-Клугенау, Франц Карлович
- 03.11.1844 — 01.01.1845 — генерал-майор Лабынцев, Иван Михайлович
- 01.01.1845[10] — 01.09.1849 — генерал-майор Полтинин, Михаил Петрович
- 12.10.1849 — 06.01.1852 — генерал-майор барон Вревский, Ипполит Александрович
- 06.01.1852 — 16.08.1856 — генерал-майор Линевич, Николай Петрович
- 16.08.1856 — 23.03.1858 — генерал-майор (с 23.09.1857 генерал-лейтенант) Филипсон, Григорий Иванович
- 30.08.1873 — 08.01.1877 — генерал-майор Ковалёв, Иван Данилович[~ 7]
- 08.01.1877 — 05.03.1881 — генерал-майор Броневский, Иван Николаевич
- 05.03.1881 — 14.06.1883 — генерал-майор Борх, Юрий Александрович
- 25.08.1883 — 16.04.1885 — генерал-майор Крылов, Владимир Васильевич
- 12.05.1885 — 03.07.1886 — генерал-майор Проценко, Пётр Петрович
- 03.07.1886 — 22.09.1886 — генерал-майор Тугенгольд, Александр Васильевич
- 22.09.1886 — 13.02.1887 — генерал-майор Томилов, Матвей Михайлович
- 12.03.1887 — 27.03.1888[11] — генерал-майор Козелков, Пётр Андреянович
- 22.04.1888 — 05.07.1895 — генерал-майор Аврамов, Иван Петрович
- 05.07.1895 — 11.01.1900 — генерал-майор Замшин, Иван Андреевич
- 19.05.1900 — 16.08.1901 — генерал-майор Свидзинский, Эдмунд-Леопольд Фердинандович
- 16.08.1901 — 24.04.1906 — генерал-майор Качура, Николай Семёнович
- 05.05.1906 — 27.10.1908 — генерал-майор Плешков, Фёдор Емельянович
- 24.11.1908 — 24.04.1909 — генерал-майор Ассеев, Константин Васильевич
- 12.05.1909 — 16.05.1911 — генерал-майор Боярский, Болеслав Иоакимович
- 26.05.1911 — 04.11.1911 — генерал-майор Быков, Александр Михайлович
- 04.11.1911 — 06.03.1913 — генерал-майор Мерцедин, Константин Александрович
- 06.03.1913 — 16.03.1916 — генерал-майор Тимченко, Александр Львович
- 18.04.1916 — 03.05.1916 — командующий полковник Дженеев, Дмитрий Дмитриевич
- 03.05.1916 — 22.07.1917 — генерал-майор Николаев, Александр Панфомирович
- 22.07.1917 — хх.хх.хххх — генерал-майор Бек-Бузаров, Сослан-Бек Сосуркоевич

### Командиры 2-й бригады
- 30.08.1816 — 22.06.1818 — генерал-майор Пестель, Андрей Борисович
- 30.03.1834 — 01.05.1836 — генерал-майор князь Волконский, Дмитрий Александрович
- 01.05.1836 — 30.12.1837 — генерал-майор Каханов, Семён Васильевич
- 30.12.1837 — 23.10.1845 — генерал-майор Круммес, Фёдор Христофорович
- 23.10.1845 — 28.08.1847[12] — генерал-майор Губарев, Василий Васильевич
- 24.10.1847 — 03.11.1849 — генерал-майор Ковалевский, Пётр Петрович
- 03.11.1849 — 07.02.1850 — командующий генерал-майор Бельгард, Валериан Александрович
- 07.02.1850 — 27.11.1855 — генерал-майор Евдокимов, Николай Иванович
- 27.11.1855 — 22.07.1858 — генерал-майор Дебу, Александр Осипович
- 30.08.1873 — хх.хх.1878 — генерал-майор Алхазов, Яков Кайхосрович
- 06.05.1878 — 02.09.1882 — генерал-майор Дове, Константин Егорович
- 02.09.1882 — 20.12.1884 — генерал-майор фон Шак, Адольф Вильгельмович
- 08.02.1885 — 28.09.1885 — генерал-майор барон фон Штемпель, Фридрих Карлович
- 22.10.1885 — 09.07.1888 — генерал-майор Рик, Николай Семёнович
- 08.08.1888 — 31.07.1889 — генерал-майор Ховен, Николай Егорович
- 28.08.1889 — 28.10.1897 — генерал-майор Назанский, Иван Николаевич
- 01.11.1897 — 14.01.1898 — генерал-майор Немыский, Александр Карлович
- 14.01.1898 — 14.08.1899 — генерал-майор Борисоглебский, Егор Васильевич
- 06.09.1899 — 26.06.1902 — генерал-майор Коссович, Лев Игнатьевич
- 12.07.1902 — 18.06.1903 — генерал-майор Жолтановский, Василий Петрович
- 30.07.1903 — 05.03.1905 — генерал-майор Пржецлавский, Александр Северинович
- 21.06.1905 — 02.07.1913 — генерал-майор Зейн, Эммануил Александрович
- 02.07.1913 — 29.07.1914 — генерал-майор Никитин, Павел Андреевич

### Помощники начальника дивизии
В период с 28 марта 1857 года по 30 августа 1873 года помощники начальника дивизии фактически являлись бригадными командирами.
- 17.02.1865 — 12.05.1865 — генерал-майор Васмунд, Роберт Карлович
- 06.08.1865 — хх.хх.1868 — генерал-майор Тергукасов, Арзас Артемьевич
- ранее 05.04.1868 — 26.11.1871 — генерал-майор Кобиев, Николай Григорьевич
- 26.11.1871 — 16.04.1872 — генерал-майор Кравченко, Павел Павлович
- хх.хх.1872 — 30.08.1873 — генерал-майор Ковалёв, Иван Данилович[~ 8]

### Командиры 19-й артиллерийской бригады
Номер в наименовании артиллерийской бригады изменялся параллельно с номером пехотной дивизии, к которой бригада была приписана.
- 11.02.1807 — 15.02.1809 — полковник барон Клодт фон Юргенсбург, Адольф Фёдорович
- 15.02.1809 — 01.10.1814 — генерал-майор барон Клодт фон Юргенсбург, Борис Фёдорович
- 01.10.1814 — 12.10.1821 — полковник Комаровский, Фаддей Францевич
- 09.05.1822 — 31.03.1823 — полковник Ладыженский, Василий Максимович
- 31.03.1823 — 25.03.1828 — полковник Зенич, Иван Григорьевич
- 03.07.1828 — 10.02.1840 — подполковник (с 19.04.1829 полковник, с 06.12.1837 генерал-майор) Семчевский, Владимир Михайлович
- 16.04.1840 — 11.02.1843 — полковник Ярошевский, Михаил Герасимович
- 11.02.1843 — 23.08.1846[13] — полковник Богданович, Зиновий Карлович

Приказом от 19 июля 1846 г. штаб и подразделения 19-й арт. бригады с 1 января 1847 г. были переведены во вновь сформированную 21-ю пехотную дивизию, и получили номер 21-й, а бывшая 20-я арт. бригада стала 19-й.
- 01.01.1847 — хх.хх.1848 — полковник Грамотин, Алексей Петрович
- ранее 25.01.1849 — 07.02.1850 — полковник Линевич, Николай Петрович
- 01.03.1850 — 23.05.1857[15] — полковник (с 08.09.1855 генерал-майор) Махин, Иван Сидорович
- 21.07.1857 — 12.07.1858[16] — полковник Голузевский, Иван Васильевич
- 06.08.1865[17] — 06.11.1877[18] — полковник (с 01.07.1874 генерал-майор) Барсов, Александр Андреевич
- 06.11.1877[18] — 28.05.1883 — полковник (с 30.10.1878 генерал-майор) Парчевский, Александр Александрович
- 28.05.1883 — хх.хх.1888 — полковник (с 06.05.1884 генерал-майор) Тизенгаузен, Густав Густавович
- 02.04.1888 — 28.06.1889[19] — генерал-майор Фриде, Василий Яковлевич
- 28.06.1889 — 29.11.1893 — генерал-майор Жданов, Борис Петрович
- 29.11.1893 — 31.10.1899 — генерал-майор Казанцев, Григорий Кузьмич
- 29.12.1899 — 22.04.1903 — генерал-майор Пичугин, Николай Аристархович
- 07.05.1903 — 02.05.1904 — полковник (с 06.12.1903 генерал-майор) Декинлейн, Константин Михайлович
- 02.05.1904 — 25.10.1904 — генерал-майор фон Шлейер, Адольф Александрович
- 30.11.1904 — 07.04.1908 — полковник (с 06.12.1906 генерал-майор) Кусаков, Иосаф Павлович
- 11.04.1908 — 08.05.1911 — генерал-майор Макшеев, Александр Андреевич
- 21.05.1911 — 19.02.1914 — генерал-майор Юзвицкий, Александр Алексеевич
- 19.02.1914 — 31.07.1915 — генерал-майор Ханжин, Михаил Васильевич
- 08.05.1916 — 27.02.1917 — полковник Болховитинов, Алексей Иосифович
- 08.03.1917 — хх.хх.хххх — командующий полковник Буженицкий, Григорий Васильевич